# Stadsbioscoop Rembrandt
Stadsbioscoop Rembrandt was een bioscoop in het gebouw Rembrandt Theater, gelegen aan het Velperplein in de Nederlandse stad Arnhem.

## Geschiedenis
Het Rembrandt Theater, ontworpen door de architecten Cornelis Nap en Gijsbert van Ede in de stijl van de nieuwe zakelijkheid, werd in 1954 geopend. Het verving de eerder aan de Steenstraat gevestigde bioscoop die tijdens de Tweede Wereldoorlog door bombardementen was verwoest. Het theater werd gebouwd op de plek van het voormalige Telegraaf- en Telefoonkantoor, dat in de oorlog was opgeblazen.
In de jaren vijftig en zestig groeide het theater uit tot een belangrijke locatie voor de Arnhemse cultuur. Vanaf 1955 was het de thuisbasis van Filmweek Arnhem, het eerste internationale filmfestival van Nederland. Dit festival trok prominenten en vertoonde Europese premières van bekende films zoals Star Wars in 1977, waarvoor acteurs zoals Carrie Fisher en Mark Hamill naar Arnhem kwamen.
Het theater was oorspronkelijk eigendom van de Astra Film Maatschappij. In de jaren 70 kwam het in handen van de Bioscoop Exploitatie Maatschappij na een fusie en later van de Minerva Groep. Een ingrijpende renovatie in 1996 verbeterde de faciliteiten aanzienlijk, met onder andere nieuwe stoelen en verbeterde akoestiek.
In 2010 nam Pathé de exploitatie over en bracht de naam Pathé Rembrandt Theater Arnhem in gebruik. Na de opening van een nieuwe Pathé-bioscoop nabij Arnhem Centraal in 2015 verliet Pathé het pand. Eind 2015 opende het theater opnieuw onder de naam Stadsbioscoop Rembrandt en richtte zich op kwaliteitsfilms. Dit initiatief bleek echter niet rendabel, en op 31 december 2016 sloot het theater opnieuw zijn deuren. De laatste film die werd vertoond, was de musicalfilm La La Land.

### Herbestemming en sluiting
Na de sluiting in 2016 kende het gebouw een periode van tijdelijke invullingen, waaronder technofeesten en tentoonstellingen.

### Heropening
Het Rembrandt Theater werd eind 2023 heropend door een samenwerking tussen LOC7000 en Luxor Live na lange tijd van leegstand. Zo is er weer ruimte voor evenementen, cultuur, muziek en feesten.

### Voormalig Rembrandt Theater
Het oorspronkelijke Rembrandt Theater werd in 1927 geopend aan de Steenstraat in Arnhem, waar het de voormalige Palace Bioscoop verving. Dit theater had een capaciteit van ruim 700 bezoekers. Tijdens de Slag om Arnhem in 1944 werd het gebouw volledig verwoest.